# Narodnoje Opołczenije
Narodnoje Opołczenije (ros. Народное Ополчение) – stacja linii Bolszej Kolcewej metra moskiewskiego, znajdująca się w północno-zachodnim okręgu administracyjnym Moskwy w rejonie Choroszowo-Mniowniki (Хорошёво-Мнёвники) wzdłuż Prospektu Marszałka Żukowa, przy skrzyżowaniu z ulicą Narodnogo Opołczenia. Otwarcie miało miejsce 1 kwietnia 2021 roku.
Stacja trójnawowa typu płytkiego kolumnowego z peronem wyspowym położona jest na głębokości 28 metrów. Wystrój utrzymano w szarych barwach. Podłogę wyłożono granitem syberyjskim, kolumny obłożono szczotkowaną stalą, a ściany zatorowe - płytami aluminiowymi. Cechą charakterystyczną przystanku są grafiki nadrukowane metodą UV na metalowych panelach, które upamiętniają rosyjskie pospolite ruszenia w latach 1612, 1812 i 1941.